# Georgius Hiddema Jongsma
Georgius Hiddema Jongsma (Leeuwarden, 4 november 1806 - Leeuwarden, 28 mei 1882) was een conservatieve Friese rechter en regeringsgezind politicus onder Koning Willem II.
Georgius Hiddema Jongsma was een zoon in het gezin met acht kinderen van de belastingambtenaar en rechter Ernestus Hiddema Jongsma en Pronica Johanna Bentheim, beide kind van een predikant. Hij studeerde Romeins en hedendaags recht aan de Hogeschool te Groningen, waar hij in 1828 op dissertatie promoveerde. Na vier jaar advocaat te zijn geweest, werd hij rechter ter instructie bij de rechtbank in eerste aanleg te Sneek, waar hij in 1838 president van de Arrondissementsrechtbank werd. Hiddema Jongsma trouwde in 1832 met Cornelia Anna Catharina van Diepenbrugge. In 1853 zou hij uiteindelijk, tot 1873, raadsheer bij het Provinciaal Gerechtshof te Leeuwarden worden.
Van 1842 tot 1851 was Hiddema Jongsma lid van de Stedelijke Raad van Sneek, en tussen 1843 en 1845 van de Provinciale Staten van Friesland. Aansluitend was hij van 1845 tot 1849 lid van de Tweede Kamer der Staten-Generaal, waar hij zich regeringsgezind opstelde. Bij de grondwetsherziening van 1848 stemde hij tegen de hoofdstukken III (over de Staten-Generaal) en VI (over de godsdienst). Naast zijn loopbaan als rechter en politicus was hij actief in de Nederlands-hervormde kerk; zo was hij ouderling, lid van de Algemene Synode der Nederlandse Hervormde Kerk (vanaf 1845) en lid van de Synodale Commissie Nederlandse Hervormde Kerk. In 1846 werd hij benoemd tot Ridder in de Orde van de Nederlandse Leeuw.